# Luis Rivera
Luis Alberto Rivera Morales (ur. 21 czerwca 1987 w Agua Prieta) – meksykański lekkoatleta, specjalizujący się w skoku w dal, brązowy medalista mistrzostw świata, uczestnik igrzysk olimpijskich, rekordzista kraju.
Na początku kariery uprawiał także trójskok, lecz nie startował w nim na żadnej międzynarodowej imprezie mistrzowskiej. W 2006 został szóstym zawodnikiem mistrzostw Ameryki Środkowej i Karaibów juniorów. Finalista mistrzostw NACAC (2007) oraz ibero-amerykańskiego czempionatu w San Fernando (2010). W 2011 zajął 7. miejsce na mistrzostwach Ameryki Środkowej i Karaibów oraz nie przebrnął przez kwalifikacje uniwersjady. Rok później reprezentował Meksyk na igrzyskach olimpijskich w Londynie, na których nie udało mu się wywalczyć awansu do finału. Mistrz uniwersjady w Kazaniu (2013). W tym samym roku sięgnął po brąz mistrzostw świata w Moskwie. Siódmy zawodnik halowych mistrzostw świata w Sopocie (2014). W tym samym roku stanął na najwyższym stopniu podium mistrzostw ibero-amerykańskich. Wielokrotny złoty medalista mistrzostw Meksyku.
Jego młodszym bratem jest Edgar Rivera – rekordzista Meksyku w skoku wzwyż.
Rekordy życiowe: stadion – 8,46 (12 lipca 2013, Kazań); hala – 8,01 (7 marca 2014, Sopot), rezultaty te są aktualnymi rekordami Meksyku.

## Osiągnięcia
| Rok  | Impreza                                           | Miejsce       | Lokata            | Wynik |
| ---- | ------------------------------------------------- | ------------- | ----------------- | ----- |
| 2006 | Mistrzostwa Ameryki Środkowej i Karaibów juniorów | Port-of-Spain | 5. miejsce        | 7,24  |
| 2007 | Mistrzostwa NACAC                                 | San Salvador  | 6. miejsce        | 7,43  |
| 2010 | Mistrzostwa ibero-amerykańskie                    | San Fernando  | 8. miejsce        | 7,48  |
| 2010 | Igrzyska Ameryki Środkowej i Karaibów             | Mayagüez      | 7. miejsce        | 7,43  |
| 2011 | Mistrzostwa Ameryki Środkowej i Karaibów          | Mayagüez      | 8. miejsce        | 7,32  |
| 2011 | Uniwersjada                                       | Shenzhen      | el. – 28. miejsce | 7,23  |
| 2012 | Igrzyska olimpijskie                              | Londyn        | el. – 32. miejsce | 7,42  |
| 2013 | Uniwersjada                                       | Kazań         | 1. miejsce        | 8,46  |
| 2013 | Mistrzostwa świata                                | Moskwa        | 3. miejsce        | 8,27  |
| 2014 | Halowe mistrzostwa świata                         | Sopot         | 7. miejsce        | 7,93  |
| 2014 | Mistrzostwa ibero-amerykańskie                    | São Paulo     | 1. miejsce        | 8,24  |
| 2014 | Puchar interkontynentalny                         | Marrakesz     | 7. miejsce        | 7,75  |
| 2015 | Igrzyska panamerykańskie                          | Toronto       | 9. miejsce        | 7,63w |